# Pera aperta
Pera aperta là một loài thực vật thuộc họ Euphorbiaceae. Đây là loài đặc hữu của Panama.